# Даниленко Ольга Прохорівна
Ольга Прохорівна Даниле́нко (1923 — 1970) — одна з перших дикторок Українського телебачення.

## Біографія
Більш-менш регулярне мовлення Київської телестудії почалося у 1952. Першими дикторками були Новела Серапіонова, Ольга Даниленко, Олена Ніколаєва.
Один із перших дослідників телебачення у колишньому СРСР В. Саппак так писав про побачену на телеекрані О. Даниленко: «Красуня-українка ніби зійшла зі святкового плаката».
У лютому 1956 р. кияни побачили перший випуск «Останніх вістей», точніше, почули — диктор читав з екрана усні повідомлення. Лише через три роки, у 1959 р., в інформаційних випусках з'явився зоровий ряд. Передача новин мала назву «Телевізійний кіножурнал».
Після роботи на телебаченні деяких час працювала диктором на Українському радіо.